# Krzysztof Skowroński
Krzysztof Konrad Skowroński (ur. 2 kwietnia 1965 w Warszawie) – polski dziennikarz, felietonista, dyrektor Programu III Polskiego Radia (2006–2009), założyciel i prezes Radia Wnet (od 2009), w latach 2011–2024 prezes Stowarzyszenia Dziennikarzy Polskich (SDP).

## Życiorys
Ukończył studia filozoficzne na Uniwersytecie Warszawskim. Pracę dziennikarską rozpoczął na początku lat 90. w Radiu Zet, w którym był gospodarzem takich programów publicystycznych jak Gość Radia Zet i Jazda Polska. W 1992 był pomysłodawcą i twórcą formatu audycji Śniadanie z Radiem Zet, który od tego czasu prowadził. Prowadził również stworzony przez siebie program Koktajl Mołotowa. Odszedł z tej rozgłośni w 2000.
Od 2001 do 2002 współpracował z Programem III Polskiego Radia, w którym prowadził codzienne rozmowy z politykami w porannym programie Salon polityczny Trójki. Od końca lat 90. do początku następnej dekady prowadził telewizyjne programy publicystyczne, takie jak Gość Jedynki w TVP1 oraz Rozmowa Dnia i Pytania w Telewizji Puls. Od 2003 do 2005 współpracował z Polsatem w ramach audycji Czarny pies czy biały kot oraz Wywiad Skowrońskiego. W latach 2005–2007 ponownie współpracował z TVP1, zajmując się prowadzeniem niedzielnego programu publicystycznego Wywiad i opinie, w którym wraz z zaproszonymi dziennikarzami prasowymi komentował wydarzenia polityczne ostatniego tygodnia. Był felietonistą dziennika „Rzeczpospolita” i tygodnika „Przekrój”.
Wspólnie z Tomaszem Lisem i Mariuszem Ziomeckim jest współautorem wydanej w 2002 książki ABC dziennikarstwa.
Od 8 lipca 2006 do 25 lutego 2009 dyrektor Programu III Polskiego Radia. W okresie jego prezesury udział stacji w słuchalności wzrósł z 6,3% do 6,9%. Zapowiedź jego dymisji po ogłoszeniu wyniku audytu w stacji wywołała protest ze strony kilkudziesięciu dziennikarzy różnych redakcji. Ostatecznie został zwolniony z Polskiego Radia dyscyplinarnie.
W maju 2009 założył internetowe Radio Wnet i został jego redaktorem naczelnym.
Od 2002 członek Stowarzyszenia Dziennikarzy Polskich. W październiku 2011 został wybrany na prezesa tej organizacji. Pełniąc tę funkcję, we wrześniu i październiku 2012 poprowadził dwie partyjne konferencje Prawa i Sprawiedliwości, co spotkało się z krytyką m.in. kilkudziesięciu członków SDP, którzy wezwali go do ustąpienia z funkcji. W czerwcu 2013 „Gazeta Wyborcza” podała, że założona przez niego stacja radiowa Radio Wnet otrzymała 140 tysięcy złotych od Prawa i Sprawiedliwości. Odnosząc się do tej sytuacji, Krzysztof Skowroński wydał wówczas zamieszczone na stronie SDP oświadczenie, w którym stwierdził, że radio jest instytucją komercyjną i może współpracować z tymi, którzy podzielają wartości tej rozgłośni. Część środowiska dziennikarskiego (m.in. Stefan Bratkowski, honorowy prezes SDP, i Magdalena Bajer, w latach 1996–2011 przewodnicząca Rady Etyki Mediów) zarzuciła Krzysztofowi Skowrońskiemu upolitycznienie SDP.
W 2014, 2017 i 2021 wybierany na prezesa SDP na kolejne kadencje. W 2024 nie ubiegał się o ponowny wybór, na stanowisku zastąpiła go Jolanta Hajdasz będąca wówczas jedynym kandydatem. Został członkiem rady programowej Fundacji im. Janusza Kurtyki.
W 2016, wkrótce po objęciu prezesury Telewizji Polskiej przez Jacka Kurskiego, powrócił do pracy w telewizji publicznej, otrzymując autorski program 24 Minuty na antenie TVP Info. Został też jednym z prowadzących program publicystyczny O co chodzi.

## Życie prywatne
Syn Andrzeja Skowrońskiego i Barbary Petrozolin-Skowrońskiej. Żonaty, ma czworo dzieci.

## Odznaczenia i wyróżnienia
- Krzyż Oficerski Orderu Odrodzenia Polski (2020)[22]
- Medal „Pro Patria” (2016)[23]
- Nagroda im. Dariusza Fikusa (2007)[24]
- Nagroda im. Jacka Maziarskiego (2014)[25]
- Nominacja do tytułu „Dziennikarz Roku” w ramach Grand Press (1998, 1999, 2000)[1]
- Nominacja do Nagrody im. Andrzeja Woyciechowskiego (2010)[1]